# Château de Thoraise
Le château de Thoraise est un château situé à Thoraise, dans le département français du Doubs, en Franche-Comté.

## Historique

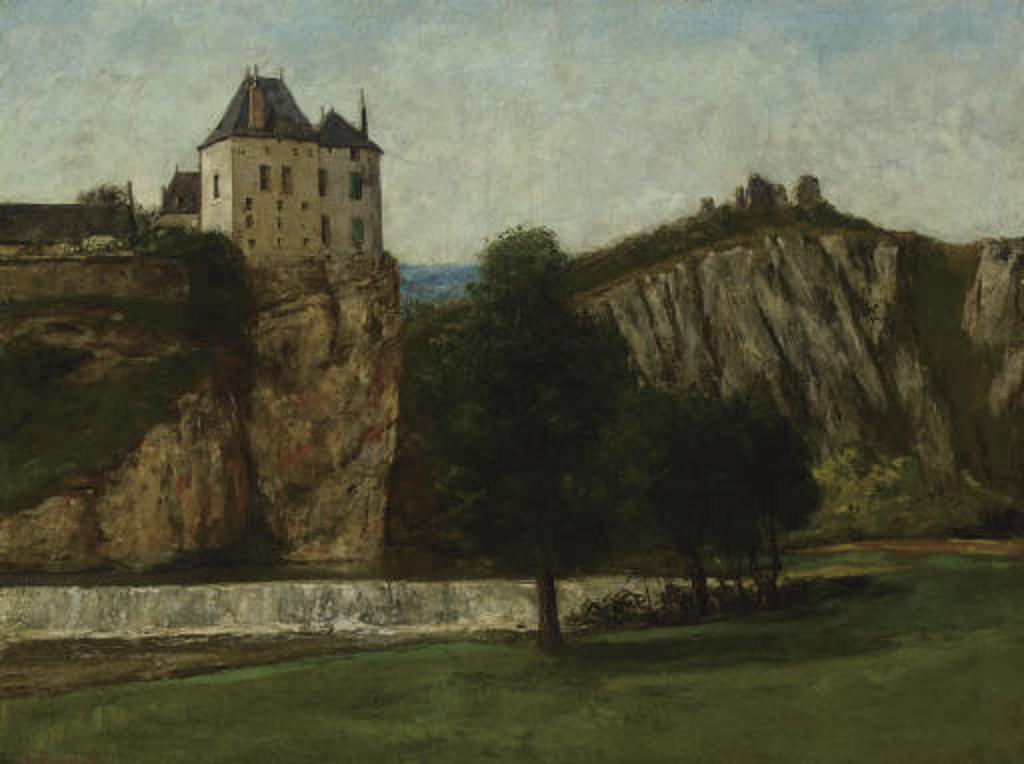
Le Château de Thoraise, Gustave Courbet, 1865 (collection privée, huile sur toile, 66 x 86.4 cm).

Du XIIIe siècle au XVe siècle, son histoire est étroitement liée aux destins des sires et seigneurs de Montferrand. Il fait partie alors d'un ensemble de fortifications leur appartenant, comprenant celles de Montferrand-le-Château, Torpes, Corcondray, Fourg et Avanne.
Les premiers écrits mentionnant l'existence du château datent de 1273.
La seigneurie fut fondée en 1250 et le château édifié la même année par l'un des sept fils de Jean de Montferrand (deuxième du nom de la maison des sires et seigneurs de Montferrand-le-Château): Hugues de Monferrand, tige de la maison de Thoraise.
En 1268, Pierre de Montferrand, damoiseau puis vicomte en 1260 nommé par Thibaud IV de Rougemont s'engage alors dans une guerre (un conflit d'intérêts) avec son oncle Hugues de Montferrand (qui a fait allégeance au comte de Bourgogne Othon IV et lui promet de lui remettre les seigneuries de Grandfontaine, de Mont et le bois de Vernois, ces deux derniers actuellement partie intégrante de la commune de Montferrand) et détruit le château de Thoraise.
Cependant plusieurs écrits féodaux retrouvés par les historiens font mention d'une cave conséquente et bien garnie au château, preuve d'une bonne santé de la seigneurie durant ces années de troubles médiévaux. On y signale même un passage de Jean d'Abbans (sire et chevalier de la maison d'Abbans-Dessus) en 1336 qui y perça des futs de sa hallebarde afin de désaltérer sa soldatesque. Des vestiges de cette époque médiévale subsistent encore aujourd'hui sur le site.
En 1385, augurant la fin de l'emprise des puissants seigneurs de Montferrand sur le pourtour nord du Doubs: de Besançon jusqu’aux abords de la forêt de Chaux (à l'est de Dole) y compris Thoraise, le château passe aux mains des ducs de Bourgogne. En 1534, il devient propriété des seigneurs d'Achey.
Un document de 1584 fait mention de ruines dans le passé sur ce site et atteste d'au moins une reconstruction avérée du château à une date antérieure à 1584 (s'agit-il de la reconstruction du château à la suite de sa destruction en 1268 et/ou d'une ou plusieurs autres reconstructions  partielles ou totales postérieures à 1268 ?).
Cette même année, la seigneurie de Thoraise fait l'acquisition d'un moulin dont l'activité sera primordiale dans l'économie du village jusqu'à sa cessation d'activité en 1900.
Au fil du temps, le château change de propriétaire mais continue de défendre ses prérogatives féodales. À nouveau démoli après 1584, il est rebâti de nouveau au XVIIe siècle.
En 1793, le dernier aristocrate du cru, Maximilien d'Izelin de Lanans, maréchal de camp des armées du roi, émigre ; le domaine est vendu comme bien national.
Le célèbre peintre français Gustave Courbet, originaire de la région de Besançon (Ornans), en fait le sujet d'une peinture datée de 1865.
Au cours du XIXe siècle le château est restauré dans le respect de son équilibre médiéval, dans un style néo-renaissance.

## Situation géographique et plan architectural

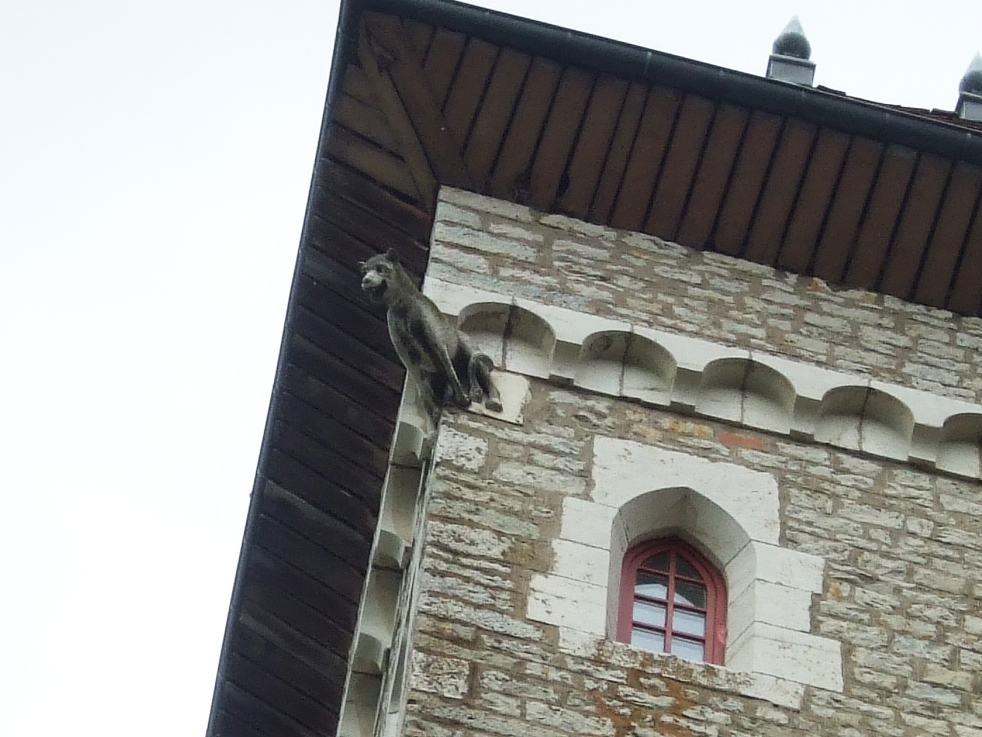
Château de Thoraise (détail)

Le château de Thoraise a la particularité de se situer sur un méandre du Doubs formant une boucle verrouillée par un rocher, configuration identique à la boucle où fut édifiée à son aplomb sur un rocher, l'ancienne ville fortifiée de Besançon, une dizaine de kilomètres plus en amont, occupant ainsi une position stratégique de choix.
Le bâtiment central est de plan rectangulaire flanqué aujourd'hui de deux tours et d'un donjon, tous trois carrés.
À l'époque féodale, le seigneur considérait la rivière comme son bien et n'autorisait aux manants qu'une ligne volante avec petit hameçon et sans plomb pour tout profit personnel de la rivière. Aujourd'hui le parc domanial, cerné par un mur d'enceinte est ouvert en libre circulation par un sentier de randonnée longeant les berges du Doubs duquel on peut admirer le surplomb du bâtiment au-dessus du fleuve.
Le château de Thoraise est privé et non ouvert au public.

## Galerie

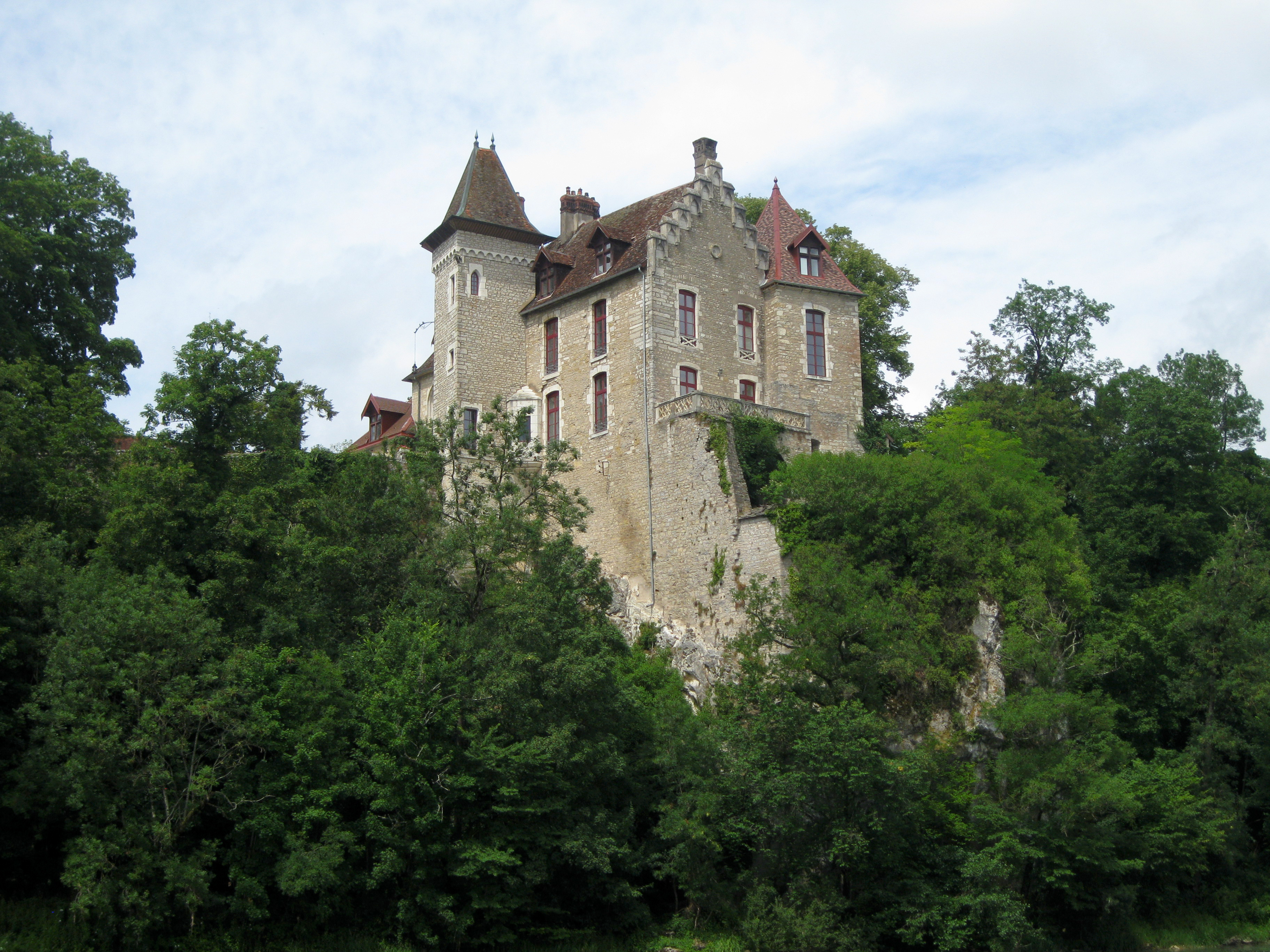
Le château de Thoraise vu depuis les berges du Doubs de Montferrand-le-Château.

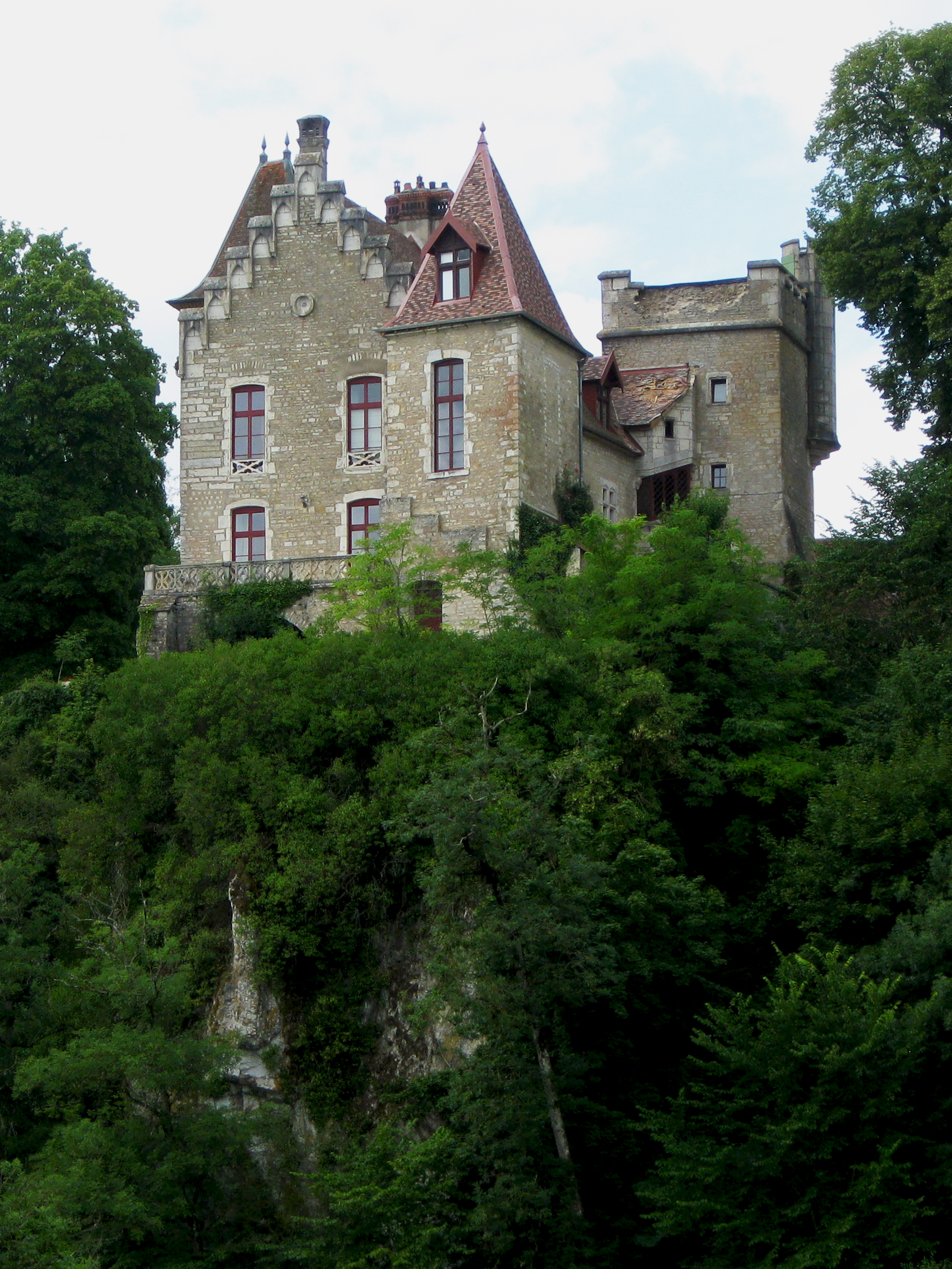
Le château de Thoraise vu depuis les berges du Doubs de Montferrand-le-Château.

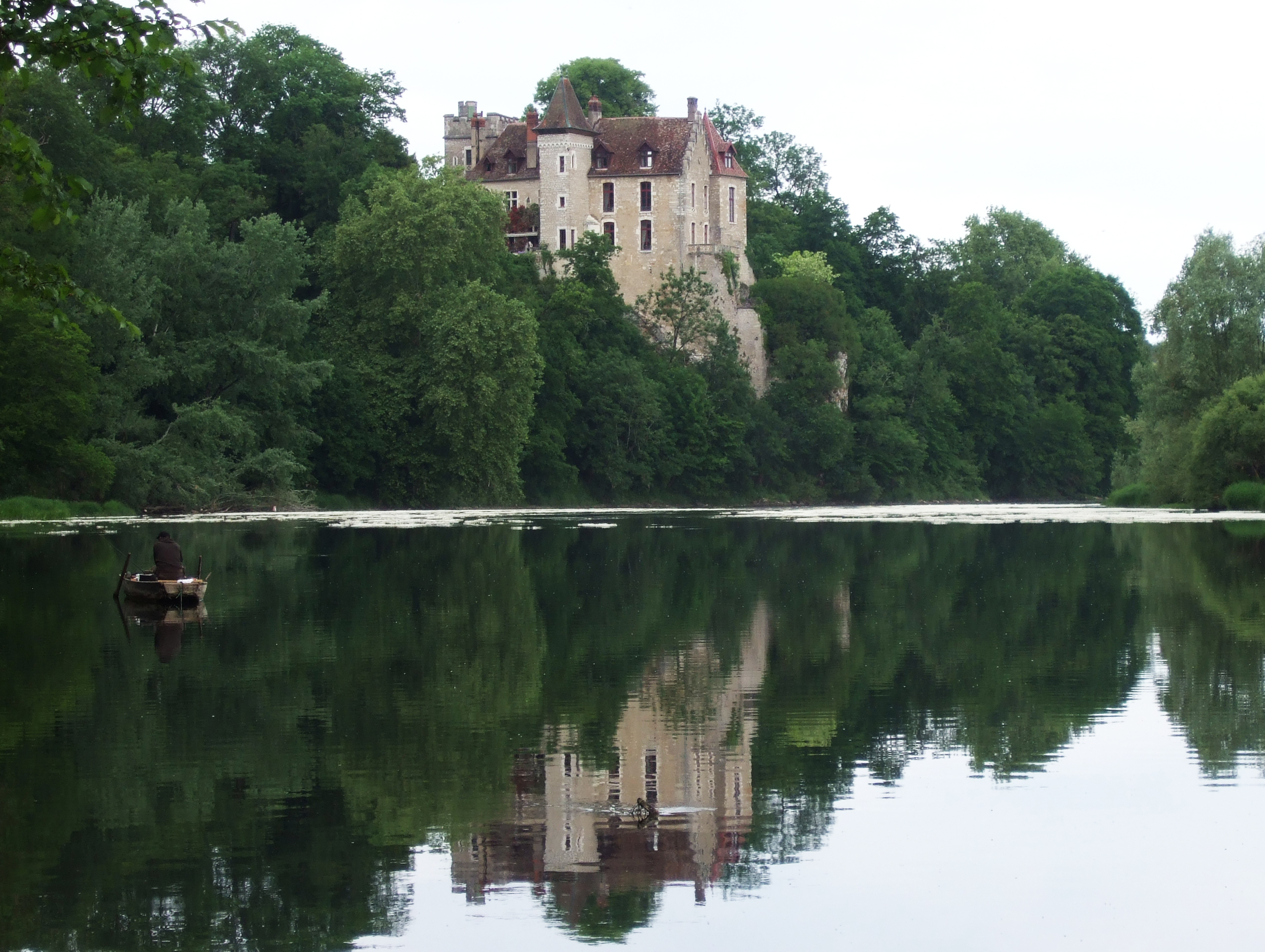
Le château de Thoraise vu depuis les berges du Doubs.
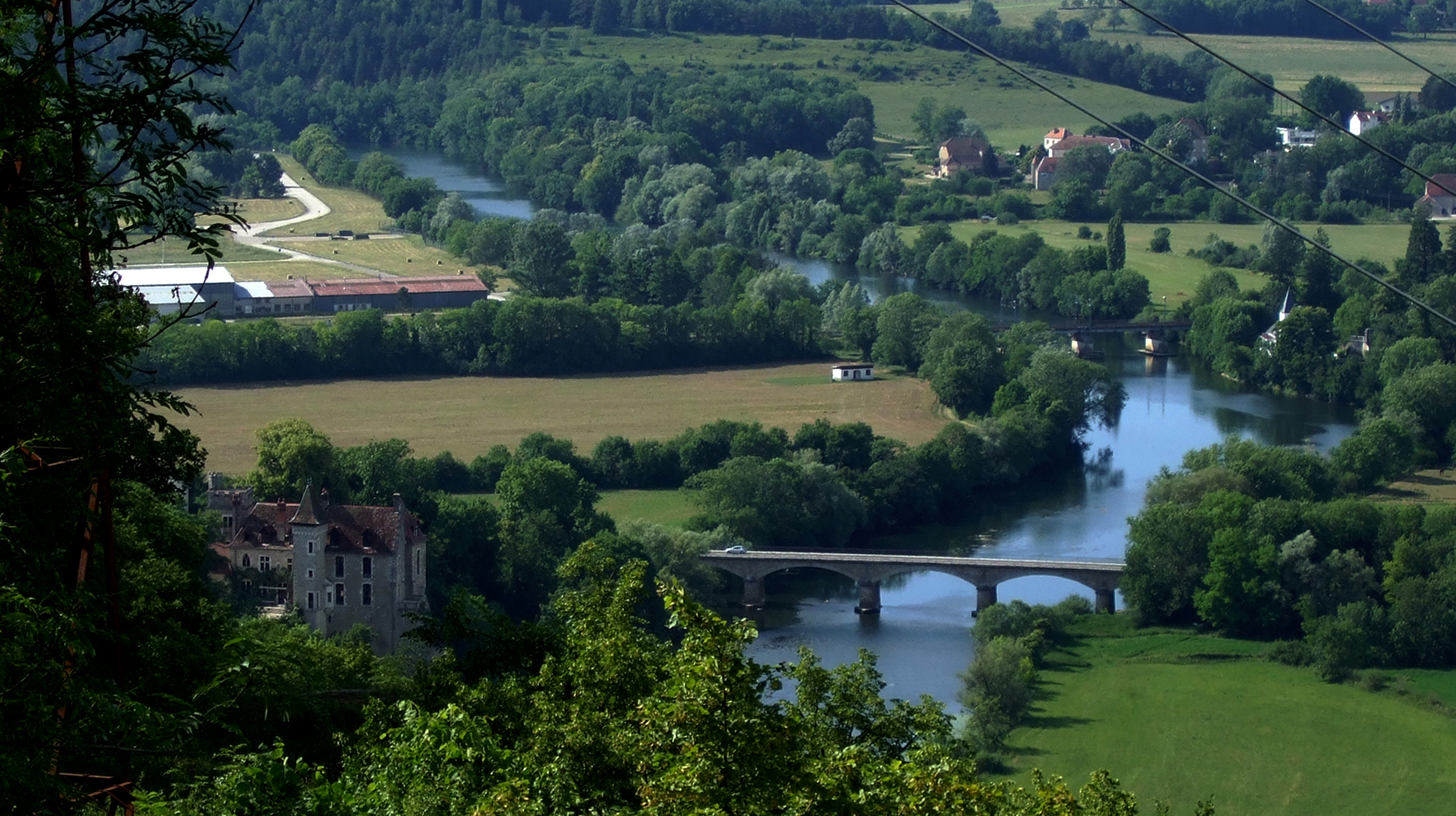
Le château de Thoraise depuis le belvédère de la chapelle Notre-Dame du Mont (commune de Thoraise).
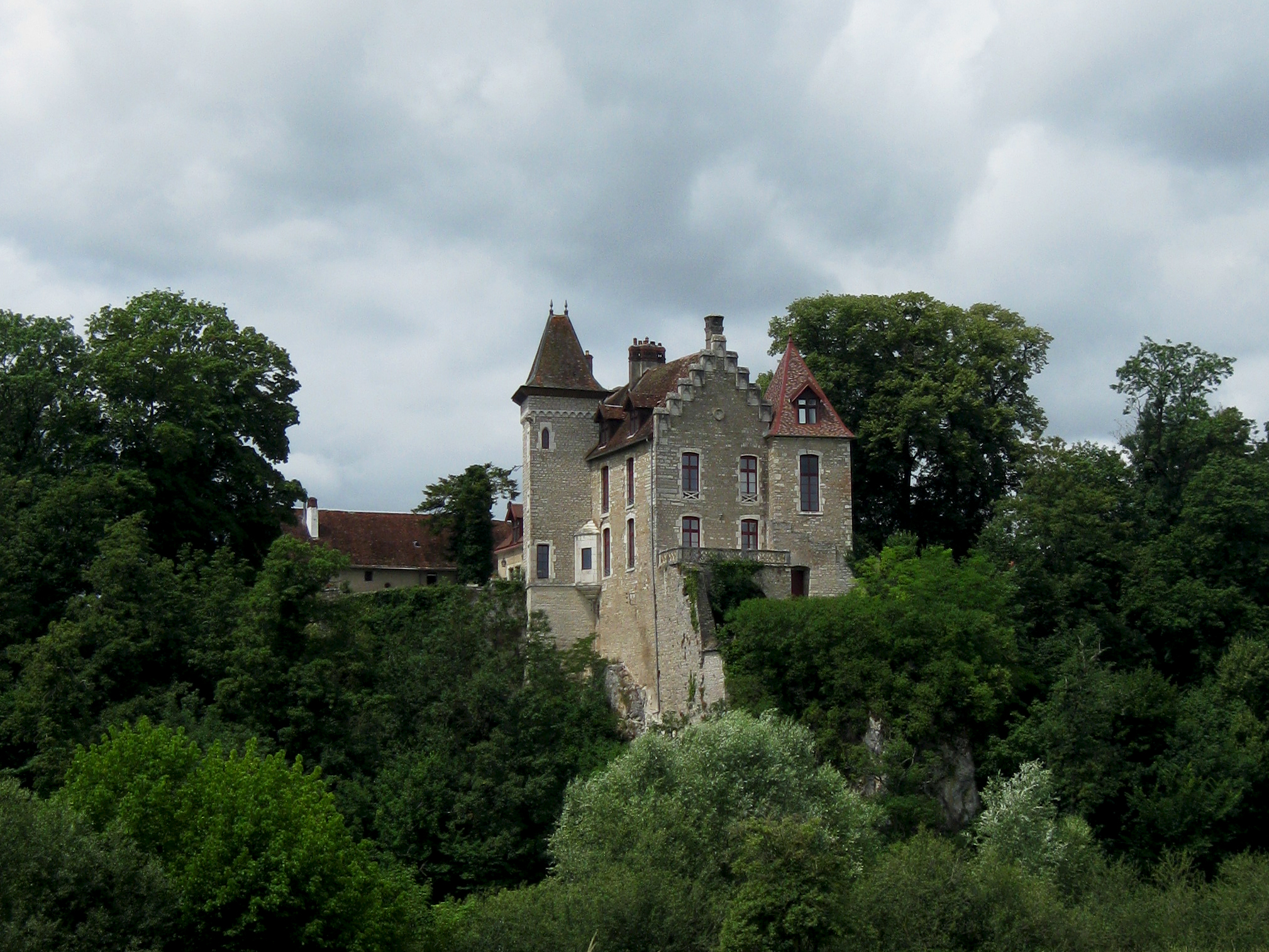
Le château de Thoraise vu depuis Montferrand-le-Château.

## Sources
- Connaissez-vous l'histoire de votre village
- Syndicat à la Carte (Canton de Boussières).